# مجموعه داستان کوتاه
مجموعهٔ داستانِ کوتاه (انگلیسی: Short story collection) به کتابی گفته می‌شود که از داستان‌های کوتاه و/یا رمان‌های کوتاه نوشته‌شده توسط یک نویسنده تشکیل شده‌باشد. یک مجموعهٔ داستان کوتاه با گلچین ادبی، که شامل آثار چندین نویسنده است، متفاوت است. داستان‌های موجود در یک مجموعه ممکن است دارای لحن، درون‌مایه، صحنه یا شخصیت‌های یکسان با یکدیگر باشند.